# Gerotete
Gerotete ist ein osttimoresischer Ort im Suco Dau Udo (Verwaltungsamt Cailaco, Gemeinde Bobonaro). Er befindet sich im Südwesten der Aldeia Sah-Heu, auf einer Meereshöhe von 281 m. Vom Ortszentrum aus, das oberhalb des Timeremas (eines Nebenflusses des Nunura) liegt, verteilen sich an den Hängen des Foho Aisaromelaus mehrere kleine Siedlungen, die gemeinsam das Dorf bilden. Nordwestlich eines kleinen Zulaufs zum Timerema liegt das Nachbardorf Sah-Heu, der Hauptort des Sucos. Südwestlich befindet sich auf der anderen Seite des Timeremas das Dorf Banerema.